# Gösta Sandberg (teolog)
Gösta Emanuel Sandberg, född den 9 september 1906 i Älvkarleby församling, Uppsala län, död den 10 maj 1974 i Karlskoga församling, Örebro län var en svensk teolog.
Sandberg genomgick evangelistkurs 1925 och Missionsskolan 1928–32. Han avlade studentexamen 1934, filosofie kandidatexamen 1939, teologie kandidatexamen 1943 och teologie licentiatexamen 1960. Sandberg var pastor inom Svenska Missionsförbundet i Saltsjöbaden 1932–1941, i Lund 1941–1943, extra ordinarie lärare vid Missionsskolan 1943–1944 och ordinarie 1944–1971. Han vilar på Östra kyrkogården i Karlskoga.